# تربية المرأة والحجاب (كتاب)
تربية المرأة والحجاب هو كتاب ألفه محمد طلعت حرب باشا ردا على كتاب تحرير المرأة لقاسم أمين. دافع طلعت حرب في الكتاب عن الشريعة الإسلامية عموما والنقاب والحجاب خصوصا. ولم تكن خصومة طلعت حرب الفكرية مع قاسم أمين على قضية التحرير الأدبى للنساء وإنما كانت تتمركز حول مخاطر هذه الطفرة الطارئة التى لا مبرر لها في حياة النساء وما وراء هذه الطفرة من شر قد يستغله الدخلاء لتحقيق مصالح مادية ومعنوية، خاصة أنه يعتبر أن قاسم أمين قد انطلق في قضية تحرير المرأة من المرجعية الغربية التى تسعى للنيل من الهوية الإسلامية.

## المحتوى
بالرغم من موقف طلعت حرب من دعوات قاسم أمين وكتاباته، إلا أن نقطة الخلاف كانت في فكرة السفور، فكان طلعت حرب يعتبر أن القضية الرئيسية لا تتعلق بحجاب المرأة إنما في تعليمها والتي أشار إليها في كتاب "تربية المرأة والحجاب".
جاء في مقدمة الكتاب:
| تربية المرأة والحجاب (كتاب) | إن رفع الحجاب والاختلاط كلاهما أمنية تتمناها أوروبا من قديم الزمان لغاية في النفس يدركها كل من وقف على مقاصد أوروبا في العالم الإسلامي. | تربية المرأة والحجاب (كتاب) |